# سحر هاشمي
سحر هاشمي، (مواليد 1968) هي سيدة أعمال بريطانية من أصل إيراني، غادرت إيران مع عائلتها إلى إنجلترا في عام 1980، عقب اندلاع الحرب العراقية الإيرانية.

## حياتها
تعلمت في المدارس الإنجليزية واختارت المحاماة مهنة، ومضت حياتها رتيبًة حتى توفى والدها فجأة في عام 1994 فقررت الاستقالة من عملها والسفر إلى الأرجنتين لتقضي 5 شهور في تعلم الأسبانية، ثم عادت إلى إنجلترا لتبحث عن عمل لفترة طويلة، دون أي توفيق، حتى قررت في شهر نوفمبر من العام ذاته أخذ إجازة طويلة لزيارة أخيها (بوبي) في نيويورك، حيث كان يعمل استشاري استثمارات في أحد البنوك، وبينما هي جالسة في مقهى أمريكي تنتظر وصول قهوتها جال بخاطرها كم هي مشتاقة إلى القهوة الأمريكية، وتساءلت لماذا لا تجد مثل هذه القهوة في إنجلترا حيث اعتادت أن تعيش وتعمل.

## مشاريعها
بعد عودتها إلى لندن، بدأت بدراسة الكتب للاطلاع على كيفية بدء مشاريع جديدة، وانتهت دراساتها وجولاتها في مقاهي المدينة، إلى أن أهل العاصمة لندن لا يحصلون على قهوة عالية الجودة، فقررت الاستثمار في القهوة الأمريكية، قوبلت فكرة سحر الجديدة بالرفض، حيث رفضت 19 مؤسسة تمويلية الإيمان بجدوى مثل هذه الفكرة.
في النهاية وافقت وزارة التجارة والصناعة على إقراض المشروع الجديد مبلغ 75 ألف جنيه إسترليني، وفي نوفمبر 1995 كان افتتاح أول مقهى باسم «جمهورية القهوة» (بالإنجليزية: Coffee Republic) في شارع ساوث مولتون.
اعتمدت مقاهي جمهورية القهوة على تقديم أكثر من نكهة قهوة تلائم الرغبات المختلفة للشاربين، من قهوة ذات زبد كثيف لأخرى بدون، ومن تلك بطعم الموكا لتلك بنكهة العسل والقرفة.
جاء ربيع 1996 بالمزيد من الأعمال والأشغال للأخوين، وفي ديسمبر 1996 كان افتتاح المقهى الثاني في وسط لندن، ما دفعهما في أكتوبر 1997 لتحويل مشروعهما إلى شركة مساهمة وطرحا الأسهم في البورصة، ما عاد عليهما بمبلغ 8.5 مليون جنيه إسترليني، تم توجيهها لمزيد من التوسع والانتشار.
وفي يوليو 2000 تم طرح المزيد من الأسهم، ليجمعا 20 مليون جنيه إسترليني، تم توجيهها في افتتاح 40 مقهى جديد في عام واحد، ليصبح إجمالي عدد المقاهي 82 مقهى خلال خمس سنوات من تاريخ البدء، تناثرت في أكبر المدن الإنجليزية، وعمل فيها أكثر من 800 موظف، شيئاً فشيئاً بدأ الأخوان يعتمدان على المدراء في إدارة الجمهورية، وبدأت سحر تركز على زيارة مقهى كل يوم في الصباح، حيث تقضي ساعة كاملة، كمرتاد تقليدي، تراقب فيها الجودة؛ جودة المعاملة وجودة المنتج، حيث تؤكد سحر أكثر من مرة قائلة:
وتؤكد مرة أخرى أن عملها السابق كمحامية ساعدها كثيرًا، حيث كانت تسدي النصح لكثير من العملاء، لكنها كانت تطمح لأن ترى ثمرة هذا النصح والمجهود بنفسها.
في عام 2001 تنحت سحر عن دورها في الجمهورية (التي كانت تدر 30 مليون إسترليني سنوياً) لتتحول كاتبة، فأخرجت في يناير 2003 كتابًا يحمل اسم «الكل يستطيع أن يفعلها، كيف أسسنا جمهورية القهوة من على طاولة المطبخ» ليحل الأول في قوائم أكثر الكتب مبيعًا في إنجلترا، لعدة أسابيع، ونال الكتاب العديد من الجوائز والترشيحات، وتم تدريس بعض أجزائه في مدارس الأعمال الإنجليزية.
تم اختيارها ضمن أكثر 100 سيدة ذات تأثير في المجتمع الإنجليزي، ونالت العديد من الألقاب واحتلت صورها العديد من أغلفة المجلات العالمية، ذات الطابع الأعمالي وغيرها، وتحدثت في الكثير من البرامج الإذاعية والتليفزيونية.

## روابط خارجية
- مقالة عن سحر الهاشمي في ذا تايمز